# Sunburg
Sunburg – miasto w Stanach Zjednoczonych, w stanie Minnesota, w hrabstwie Kandiyohi.